# Tremplins d'Ahvenisto
Les tremplins d'Ahvenisto (en finnois : Ahveniston hyppyrimäet) sont quatre tremplins de saut à ski situés dans le quartier de Pullerinmäki à Hämeenlinna en Finlande.

## Présentation
À la fin des années 1950, Hämeenlinna approuve un plan préliminaire pour la construction d'un tremplin de 70 mètres. Le tremplin de saut d'Ahvenisto est achevé en 1968.
Les derniers sauts du tremplin sont effectués en 1995, après quoi le tremplin est utilisé pour l'esclalade.